# Zalaegerszeg–Rédics-vasútvonal
A GYSEV 23. számú Zalaegerszeg–Rédics-vasútvonala egyvágányú, nem villamosított vasútvonal Magyarország délnyugati részén, a Zalai-dombságban.

## Fekvése
A vasútvonal Zalaegerszegről déli irányban halad, majd közvetlenül Baktüttös megállóhely előtt nyugati irányba fordul, majd délnyugati irányba halad egészen Csömödérig. Csömödéren csatlakozik hozzá a Csömödéri Állami Erdei Vasút és az állomás után keresztezi is annak pályáját. Iklódbördőce után északnyugati irányt vesz, Lenti előtt ismét keresztezi a kisvasutat, majd Lenti és Rédics között nyugati irányba haladva éri el a jelenlegi végpontját.

## Története
1887. május 1-jén felvetetett Zalaegerszegen a „Zala Megyei Gazdasági Egyesület” háza nagytermében a „szentiván-zalaegerszeg-alsólendva-csáktornyai” vasút útvonala megtervezése. Csengeri Háczky Kálmán (1828–1904), a gazdasági egyesület elnöke a zalaegerszeg-szentiváni helyiérdekű, vasútügyi érdekeltség végrehajtó bizottságának elnöke is lett. A mai vasútvonalat 1890. október 12-én adta át a forgalomnak a Dunántúli Helyiérdekű Vasút (D. HÉV) az akkori Ukk–Türje–Zalabér–Zalaszentiván–Kisfaludpuszta–Zalaegerszeg–(mai országhatár)–Alsólendva (Lendava)–Csáktornya (Čakovec)-vasútvonal részeként. Akkori hossza 119 km volt. A régi vasútvonalat azonban kettészelte a trianoni határ, majd a második világháborút követően a magyarországi Rédics és az akkori jugoszláviai Alsólendva közötti szakaszát 1947-ben felszedték. A vonal északi, Ukk és Zalaegerszeg közötti része ma a 25-ös sorszámú Bajánsenye–Zalaegerszeg–Ukk–Boba-vasútvonal részét képezi. Ezért a vasútvonal mai hossza mindössze 49 km.
A Jugoszlávia területén üzemelő vasút megmaradt, kiszolgálva a lendvai kőolajipari létesítményeket. Az ország felbomlása után, Szlovénia megalakulásával, a vasútvonal csupán a horvátországi Csáktornya felől tud kapcsolódni a Horvát Vasutakhoz (HŽ). A Csáktornya és Lendva közötti szakaszon 1991–2014 között szünetelt a személyszállítás.

## Jelene
A vasútvonalon jelenleg mellékvonali forgalmat bonyolít le a GYSEV, zömében GYSEV 5047 sorozatú motorkocsikkal. A vonalon sok a lassújel. Legtöbbször 40 km/órás lassúmenetre figyelmeztetnek. A vonalon napi 5 pár vonat közlekedik. A vonatok kihasználtsága általában kielégítő. A vasútvonalon – mellékvonali mivoltához képest – jelentős a teherforgalom. Kedden és csütörtökön jár tolatós tehervonat. Rédics kivételével általában minden állomáson rakodnak, a teherforgalom kb. 90%-át a zalai erdőkből kitermelt fa adja.
A vonalon Mellékvonali Rádiós Forgalomirányítási Rendszer (MERÁFI) üzemel, ezt a MÁV takarékossági okokból még a rendszerváltás előtt  pár évvel vezette be kísérleti jelleggel a vasútvonalon, a rendszer azóta is sikeresen üzemel. A MERÁFI rendszer bevezetésekor modernizálták az útátjárókat és az állomások vágányhálózatát is.
A Zalaegerszeg–Lenti (44 km) szakaszon a megengedett legnagyobb sebesség 60 km/óra, a tengelyterhelés 21 tonna, Lenti és Rédics között (5 km) a legnagyobb sebesség 40 km/óra, a tengelyterhelés pedig 18 tonna.
Ezt a vasútvonalat is érintette a „Fogadj örökbe egy megállót” program, melynek keretében Lentiszombathely igen rossz állapotban lévő vasúti megállója is megújulhatott. Többször tervben volt a személyforgalom megszüntetése, de a vasútvonal helyreállítása is az országhatárt metsző szakasz visszaépítésével.
2013. április 7-én a Hegyeshalom–Porpác-vasútvonal és a Szombathely–Kőszeg-vasútvonal mellett itt vezették be Magyarországon elsőként a feltételes megállást Bocfölde, Sárhida, Baktüttös, Tófej, Rádiháza, Ortaháza, Iklódbördőce és Lentiszombathely megállóhelyeken.
A 2023. decemberi menetrendváltástól a GYSEV vette át a vonal személyszállítási kiszolgálását.
2025. július 1-jétől a teljes vonal üzemeltetését a GYSEV vette át.

## Jövője
2019 decemberében közbeszerzést írt ki a NIF Zrt. a teljes vasútvonal tervezési feladatainak elvégzésére, melynek célja a 48,7 kilométeres pálya felújítása a megyeszékhely és a szlovén határnál fekvő végállomás között, a lassújelek megszüntetésével. A szerződést 2020. június 30-án írták alá.

## Csatlakozó kisvasutak
A vasútvonalhoz jelenleg két ponton (Csömödér-Páka, Lenti) csatlakozik a Csömödéri Állami Erdei Vasút. Ennek oka, hogy a jelenlegi keskeny nyomközű hálózat két külön vasút (Lenti és Csömödéri ÁEV) vonalainak 2002-ben történő összekötésekor jött létre. A csömödéri vasút építése 1918-ban kezdődött a Csömödér és Szentpéterfölde közötti szakaszon. Ezzel összeköttetést teremtettek a csömödéri fűrészüzem és az Esterházy-hitbizomány erdőterületei között.